# East Room

Planimetria del primo piano (State Floor) dell'Executive Residence della Casa Bianca.

La East Room è una sala per eventi e ricevimenti della Casa Bianca ed è la stanza più grande dell'Executive Residence.
Viene utilizzata per cerimonie, balli, conferenze stampa, concerti e banchetti. È stata una delle ultime stanze ad essere terminata e decorata e ha subito numerose modifiche e ristrutturazioni negli ultimi due secoli. Dal 1964 il Committee for the Preservation of the White House consiglia il presidente e la first lady sull'arredamento della East Room.

## Costruzione e prima decorazione
L'ideazione della East Room da parte dell'architetto James Hoban deriverebbe dalla grande sala presente nella Leinster House, fonte di ispirazione per la progettazione della Casa Bianca o, secondo altre fonti, dalla Large Dining Room presente a Mount Vernon. È la stanza più grande dell'edificio, di circa 24 metri per 11, con un soffitto alto 6,7 m. Poiché i disegni originali del secondo e terzo piano dell'Executive Residence sono andati perduti, non è possibile stabilire con esattezza quale uso Hoban intendesse per la stanza, una delle ipotesi è che potesse essere una sala privata della famiglia presidenziale. La grande finestra centrale nel muro nord fu progettata per consentire l'accesso ad una terrazza che però, non fu mai costruita.
Alcuni anni più tardi l'architetto Benjamin Henry Latrobe, da poco nominato commissario degli edifici pubblici della capitale da Thomas Jefferson, esaminando la struttura e i disegni architettonici dell'edificio commentò: "La sala delle udienze pubbliche è completamente incompiuta, il soffitto ha ceduto".

### I primi arredi
La East Room fu tra le ultime stanze del primo piano (State Floor) ad essere completata e utilizzata: la Casa Bianca era ancora incompiuta quando il presidente John Adams vi si insediò, tra il 1800 e il 1801. La moglie, Abigail Adams, era solita stendere ad asciugare i panni nella nuda stanza orientale e sebbene gran parte delle stanze fossero state finite e decorate durante l'amministrazione Adams, la East Room rimase del tutto spoglia. L'unica opera d'arte presente nella stanza era una copia del ritratto di George Washington, dipinto da Gilbert Stuart nel 1797, acquistata nel 1800 e appesa nella East Room (salvata dall'incendio del 1814, è ancora presente nella sala, insieme ad un ritratto di Martha Washington dipinto da Eliphalet Frazer Andrews del 1878). Il Congresso temeva che il presidente Adams potesse adottare troppe prerogative da monarca e quindi rifiutò di stanziare fondi per terminare la stanza, per paura che divenisse troppo simile ad una sala del trono.
Durante l'amministrazione Jefferson, 38 sedie dipinte in oro e nero furono acquistate e collocate nella stanza e il locale venne diviso provvisoriamente da una parete, destinando l'estremità sud a camera da letto e ufficio prima per Meriwether Lewis e poi per Lewis Harvie (segretari privati del presidente).
Il successore di Jefferson, il presidente James Madison, cercò di rendere permanente tale divisione e chiese a Latrobe di progettare delle camere da letto e degli uffici nella parte meridionale della stanza, senza che però venissero poi costruiti. Madison usò parte della East Room per le riunioni di Gabinetto.

### Restauro e arredi post incendio 1814
La East Room, come il resto della Casa Bianca, rimase coinvolta nell'incendio di Washington del 1814, frutto della rappresaglia da parte delle truppe inglesi nella guerra del 1812: l'interno fu sventrato mentre le pareti esterne in arenaria rimasero in piedi. L'architetto Latrobe contribuì a ricostruire la Casa Bianca e, nel 1815, la East Room ricostruita ricevette nuove porte in mogano intarsiato, presenti ancora oggi; fu installato un fregio dorato di anthemion (un motivo decorativo tradizionale greco simile a un fiore) e le pareti furono intonacate, ma non dipinte.
I mobili in stile federale, realizzati dall'artigiano di Georgetown William King Jr., furono aggiunti alla stanza dal presidente James Monroe nel 1818 (il coinvolgimento della First Lady Elizabeth Monroe si limitò alla scelta dei tessuti per i tendaggi). King realizzò 24 poltrone e quattro divani di mogano per un costo totale di 1408 $. Tali mobili non erano imbottiti e vennero posti lungo le pareti, rimanendo in gran parte inutilizzati (vennero rivestiti in seta damascata blu solamente nel 1829, il primo anno dell'amministrazione Jackson). Monroe acquistò anche un busto in marmo di George Washington dello scultore italiano Giuseppe Ceracchi, che rimase nella East Room fino alla ristrutturazione Kennedy del 1962 (quando fu spostato nella Blue Room). Vennero inoltre aggiunti quattro candelabri in bronzo dorato per le mensole del camino, progettati e realizzati dal bronzista francese Pierre-Philippe Thomire.
Nel 1825 la stanza conteneva 24 poltrone e quattro grandi divani in mogano, otto tavoli in pino, una libreria a tre ripiani, un supporto per mappe in mogano, un lavabo e una pressa per stirare i vestiti ma, per la maggior parte tra il 1818 e il 1829, la East Room rimase ancora inutilizzata: di tanto in tanto veniva sgomberata e usata per serate danzanti, ma di solito le sue porte rimanevano chiuse ed era usata come semplice ripostiglio. Una storia ampiamente diffusa afferma che per due mesi nell'estate del 1825, la stanza ospitò almeno un alligatore vivo, appartenente al marchese de Lafayette in visita ma la mancanza di prove contemporanee suggerisce che potrebbe trattarsi di una leggenda priva di fondamento.
Nel 1826 il Congresso stanziò 6000 $ per ultimare la stanza ma il presidente John Quincy Adams adoperò tali fondi per effettuare altre riparazioni alla Casa Bianca.

### Il completamento nel 1829
La East Room fu finalmente completata e decorata nel 1829, durante la presidenza di Andrew Jackson: furono installati nuovi intonaci sotto forma di fregio a cornicione di anthemion, vennero aggiunti tre medaglioni in gesso neoclassici e delle travi decorative in legno al soffitto, due delle finestre rivolte a est vennero sostituite da camini in marmo nero italiano. L'amministrazione Jackson si rivolse all'importatore americano di origine francese Louis Véron di Filadelfia per assistenza nell'arredamento dell'edificio; egli fu uno dei primi commercianti a esporre in uno showroom gli articoli provenienti da un'ampia gamma di fornitori, piuttosto che fabbricarli personalmente e quasi tutti gli arredi del 1829 per la East Room furono da lui forniti.
Le pareti furono ricoperte da carta da parati gialla con bordi in stoffa e vennero aggiunte delle tende azzurre alle finestre, queste ultime arricchite da cornici in gesso adornate di aquile. Véron coprì il pavimento con un tappeto blu e giallo bordato di rosso di circa 46 m², intessuto a Bruxelles. Oltre ai mobili Monroe del 1818, vennero aggiunti sette grandi tavoli di mogano ricoperti di marmo e degli specchi in cornici dorate sopra le mensole del camino. Nella sala erano presenti anche 20 sputacchiere.
Per l'illuminazione, Véron fornì numerose lampade da caminetto in bronzo dorato oltre a lampade sospese e candelieri attaccati alle pareti. Vennero acquistati tre ulteriori lampadari in vetro per illuminare la stanza ognuno avente 18 lampade a olio di balena, appesi dai medaglioni del soffitto e completati da applique da parete e da lampade ad olio da tavolo. I lampadari originali a 18 lampade della East Room furono rimossi nel 1834 e collocati nella State Dining Room e nella Family Dining Room.
Complessivamente le spese ammontarono a 9358,27 dollari, erogati da un Congresso desideroso di rendere la Casa Bianca un simbolo nazionale elegante e prestigioso.

## Ristrutturazioni durante il XIX secolo
Mobili imbottiti con tende azzurre e celesti e carta da parati argentata francese importata con bordo dorato, furono aggiunti alla East Room durante l'amministrazione Van Buren nel 1839.
Prima dell'insediamento del presidente William Henry Harrison, nel marzo 1841, la East Room si arricchì di otto specchi a parete con ampie cornici scolpite. Successivamente, nel 1848, il presidente James K. Polk fece installare alla Casa Bianca un impianto idraulico per il riscaldamento e l'illuminazione a gas dopo che la ditta Cornelius & Company di Filadelfia rese compatibili i lampadari del 1834; Polk stesso assistette alla loro prima accensione. Alla fine della sua presidenza, nel gennaio 1849, la sala era ormai adornata con tre grandi lampadari, tende da finestra in damasco rosso e mussola bianca, quattro nuovi divani, 24 nuove sedie, tre grandi tavoli in legno (posti al centro della stanza) e quattro tavoli con piani in marmo, un grande tappeto, quattro nuovi focolari, quattro parafuoco, quattro grandi e otto piccoli candelabri, otto porta mantelli e un busto di George Washington.
Nuovi drappeggi, tende di pizzo, specchi sopra la mensola del camino e un nuovo tappeto furono aggiunti da Jane Pierce, moglie del presidente Franklin Pierce, nel 1853.

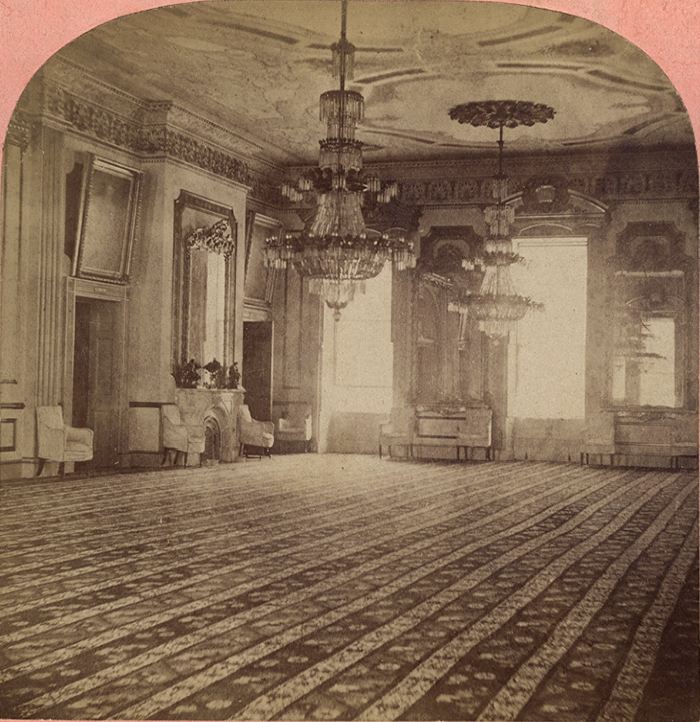
La East Room in una stereografia realizzata durante la presidenza di Andrew Johnson, che mostra le ristrutturazioni Lincoln

### La ristrutturazione Lincoln del 1861
Il 18 aprile 1861 circa 60 miliziani del Kansas si stabilirono temporaneamente nella East Room, in attesa del termine della costruzione delle caserme in città; fecero seri danni al tappeto e in più occasioni spararono contro i muri.
Nello stesso anno, la First Lady Mary Todd Lincoln ristrutturò la stanza con tende damascate e di pizzo, nuova carta da parati ed un nuovo tappeto da 2500 dollari. La carta da parati era una carta velina di velluto a motivi proveniente da Parigi in cremisi, granato e oro che venne fornita da William H. Carryl e Brother di New York mentre il tappeto era stato intessuto a Glasgow, in Scozia: per tesserlo, dato che copriva l'intero pavimento, fu impiegato il telaio più grande del mondo. Le tende erano cremisi con pesanti frange e numerose nappe dorate, mentre le tende di pizzo furono importate dalla Svizzera.
La East Room sotto i Lincoln, tuttavia, rimase scarsamente arredata, in quanto concepita come sala ricevimento. I tre lampadari, risalenti all'amministrazione Jackson, furono restaurati e reinstallati, così brillanti che la stampa dell'epoca credette fossero nuovi. Sotto ogni lampadario, la signora Lincoln lasciò i tre grandi tavoli di mogano con intarsi in marmo nero e oro.
Due funerali per i membri della famiglia Lincoln si tennero nella East Room: il primo fu quello dell'undicenne Willie Lincoln figlio del presidente, che morì di febbre tifoide il 21 febbraio 1862; tre anni più tardi, la salma del presidente Lincoln venne esposta nella sala, dove si tenne la funzione funebre il 19 aprile 1865.

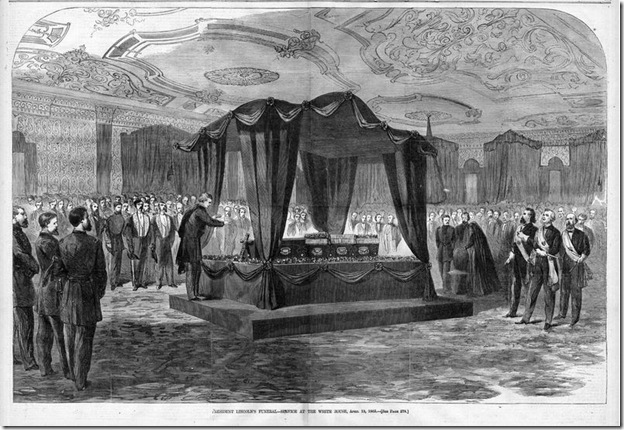
Funerale di Lincoln nella East Room (Harper's Weekly, 6 maggio 1865)

Al momento della morte di Lincoln nel 1865, la East Room conteneva 24 sedie, quattro divani, quattro tavoli, otto serie di tende, otto serie di tende di pizzo, otto specchi e un tappeto ma tutti in cattive condizioni. Durante la sua presidenza infatti, le persone che partecipavano ai ricevimenti settimanali nella stanza avevano gravemente danneggiato la stanza per portarsi via oggetti ricordo, strappando parti della carta da parati e rubando corde e nappe dalle tende, tramite forbici e coltelli furono tagliati pezzi di tappeto e scavato il pavimento di quercia sottostante e gli ornamenti dorati dalle mensole del camino furono rubati. Venne persino tagliato un metro quadrato da uno dei drappi damascati.
Nel 1866 il presidente Andrew Johnson fece ristrutturare le stanze pubbliche al primo piano dell'Executive Residence. Sua moglie Eliza McCardle Johnson era in condizioni di salute fragili, quindi la figlia Martha supervisionò i lavori. Nel maggio dello stesso anno, la East Room fu sgomberata dagli arredi e venne selezionata una nuova carta da parati gialla con un bordo nero e oro, tende di pizzo e mobili rifoderati; il soffitto fu ridipinto e vennero aggiunti degli affreschi mentre le cornici del soffitto vennero dorate. L'unico intervento della signora Johnson fu di pretendere che la vernice applicata al soffitto fosse della massima qualità. La figlia fece anche rimuovere i tre grandi tavoli con il ripiano in marmo dalla East Room per collocarli negli alloggi privati della famiglia e due dei restanti quattro vennero posti nella Family Dining Room. I lavori si conclusero all'inizio del 1867.

### Ristrutturazione Grant del 1873

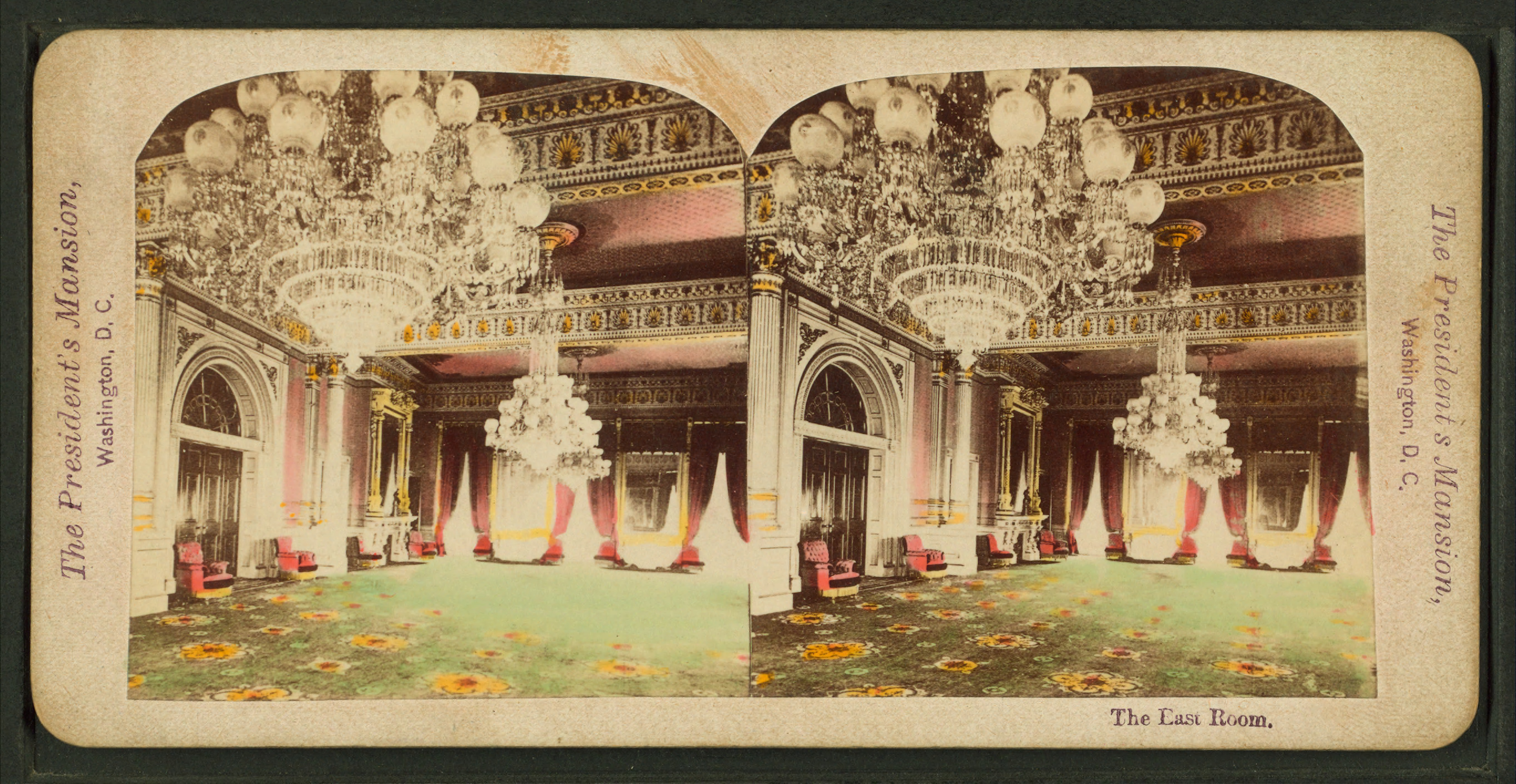
Stereoscopio della East Room

La East Room fu radicalmente ridecorata nel 1873 durante l'amministrazione Grant. Gli architetti Orville Babcock (Commissario degli edifici pubblici e dei terreni), Richard Ezdorf, William J. McPherson e Alfred Mullett si trovarono di fronte ad un compito strutturale oltre che semplicemente decorativo: i pesanti muri sopra la stanza, nonché un supporto strutturale inadeguato, avevano fatto abbassare sensibilmente il soffitto. Inoltre, la coppia presidenziale intendeva rinnovare la sala in uno spazio più moderno che riflettesse i loro gusti del Midwest. Gli architetti furono costretti ad aggiungere nuove travi portanti sul soffitto, che resero la stanza molto più bassa e per sostenerle furono aggiunte colonne corinzie; il soffitto, diviso in tre sezioni dalle travi, fu rinfrescato. Nuovi camini finemente intagliati e dipinti in bianco e oro sostituirono i camini più semplici del 1829. Per aiutare a integrare le colonne portanti nella stanza, furono aggiunti pilastri dipinti di bianco e oro e vennero appesi nuovi lampadari massicci in vetro intagliato, che sostituirono quelli presenti dal 1834. A completare la ristrutturazione furono applicate della carta da parati grigio perla e dorata ed una moquette con motivi floreali. Gran parte dei mobili della stanza furono venduti ad un'asta pubblica, secondo le consuetudini dell'epoca. Gli architetti chiamarono lo stile "Pure Greek" e lo storico dell'architettura Patrick Phillips-Schrock lo definì "sontuoso", ma altri lo criticarono ampiamente, soprannominandolo "Steamboat Gothic".
Il sontuoso matrimonio di Nellie Grant, figlia del presidente, ebbe luogo nella East Room il 21 maggio 1874.

### Modifiche della fine del XIX secolo
Il presidente Chester A. Arthur incaricò la ditta di WB Moses & Son per ridipingere gran parte della Casa Bianca nel 1881, compresa la East Room. Vennero aggiunti nuovi tendaggi per le finestre e una serie di mobili (divani, poltrone e sedie) in ebano scolpiti in stile giapponese e nel 1882 venne messa all'asta un'immensa quantità di vecchio mobilio, non solo della stanza ma proveniente dall'intera Casa Bianca. Desiderando un aspetto ancora più sfarzoso per le stanze pubbliche, Tiffany & Co. nel 1882 venne incaricata di ridipingere nuovamente il soffitto della sala mentre gli specchi della mensola del camino furono solamente ritoccati o dorati.
Il presidente Grover Cleveland non apportò modifiche alla East Room, aggiungendo solamente un divano rivestito in oro sotto il lampadario principale, fornito dalla WH Houghton & Co. di Washington.
Il successore di Cleveland, Benjamin Harrison, ristrutturò di nuovo la maggior parte delle stanze del primo piano nel 1891 dopo che la Casa Bianca fu cablata per l'elettricità; i lavori furono condotti dalla WH Post & Co. di Hartford, Connecticut. Il soffitto della sala venne ridipinto, la carta da parati sostituita e nuove tende damascate di seta furono installate, i mobili vennero rifoderati in un broccato d'oro e venne aggiunto anche un nuovo tappeto per coprire l'intero pavimento.
Quando la First Lady Caroline Harrison morì il 25 ottobre 1892, il suo funerale si tenne nella East Room.
Due vasi di Sèvres (su piedistalli di marmo) furono aggiunti alla East Room nel 1897. Furono un dono del governo francese in occasione della posa del cavo telegrafico transatlantico franco-americano quell'anno.

## Restauro Roosevelt del 1902
Nel 1902 il presidente Theodore Roosevelt ingaggiò lo studio d'architettura McKim, Meade & White per rinnovare ed espandere la Casa Bianca. La loro intenzione era triplice: modernizzare l'edificio, stabilire uno stile decorativo che non sarebbe mai dovuto essere alterato e ricreare gli interni in stile statunitense. Sebbene quest'ultimo intento sia stata eseguito nella maggior parte delle stanze, non lo fu per la East Room: gli architetti trassero ispirazione per le modifiche della stanza dagli interni delle case padronali inglesi e francesi del 1790 e poiché la sala non era stata decorata fino al 1829 si presero alcune libertà, ideando una stanza basata sul Salon de Famille in stile Luigi XVI del 1780, nel castello di Compiègne.
Per le pareti, i progettisti scelsero pilastri scolpiti dalla Herter Brothers di New York, per supportare le 12 trabeazioni neoclassiche, ognuna in marmo e raffigurante scene delle favole di Esopo, disegnate da Leon Marcotte della L. Marcotte & Co. e scolpiti dai Piccirilli Brothers, entrambi di New York. Il resto delle pareti era dipinto di bianco crema e adornato con applique dorate (fornite dalla ditta di illuminazione Edward F. Caldwell & Co.) e arazzi d'oro. McKim, Meade e White non amavano i quattro camini della East Room, i quali dividevano l'area in tre spazi; la profondità dei focolari da circa 0,76 m, fu quindi notevolmente ridotta a soli 0,15 m mentre le mensole furono riadattate in stile georgiano (il marmo utilizzato era per ognuna di colore diverso, a causa della differente provenienza).
La Marcotte & Co. ha anche progettato, prodotto e installato decorazioni dorate per i soffitti: la sezione centrale venne decorata con un grande pannello in gesso ed un intricato medaglione fiancheggiato da festoni, stemmi e volute, delimitato da un bordo di acanto e modanature. Alle estremità strette della stanza erano presenti delle sezioni più piccole, decorate in modo simile.
Appesi al soffitto c'erano tre grandi lampadari di cristallo di Boemia che sostituirono i lampadari più grandi e ormai fuori moda del 1873. Anche i candelabri furono forniti da Caldwell & Co. ma prodotti dalla Christoph Palme & Co. di Boemia, Austria-Ungheria. Il loro design venne copiato dai lampadari inglesi e francesi del XVIII secolo. Ogni lampadario pesava più di 540 kg, era alto 3,4 m e contava oltre 7.000 componenti in vetro. La Caldwell & Co. progettò anche quattro lampade da terra in bronzo dorato in stile neoclassico e quattro candelabri da terra di 1,8 m in stile Impero, con elementi del Revival Egizio (come leoni alati).
Il pavimento fu sostituito con un parquet in rovere e rifinito con marmo rosso della Numidia proveniente dal Nord Africa.
Oltre agli arazzi, McKim, Meade & White hanno commissionato una vasta gamma di altri arredi più in linea con il loro stile Salon de Famille in stile Luigi XVI: la Marcotte and Co. fornì pesanti drappi d'oro di velluto e intagliò delle cornici sopra ogni finestra; i tavoli esistenti furono rimossi e quattro consolle in stile Luigi XVI riccamente intagliate e dorate, sempre progettate dalla Marcotte & Co., furono collocate tra i pilastri; le sedie esistenti furono rimosse e sostituite con 13 divanetti dorati e imbottiti in stile Luigi XVI Revival; vennero fornite nuove cornici dorate decorate per ogni specchio sopra le mensole dei camini. Tuttavia, alcuni oggetti nella stanza furono riutilizzati, come i candelabri da mensola del camino, acquistati durante l'amministrazione Monroe nel 1817.
Venne riscontrato un problema strutturale da un'ispezione personale di Charles Follen McKim, che evidenziò come la East Room stava chiaramente sprofondando. Il problema, non risolto fino al 1952, era causato dalle pareti interne, le quali poggiavano su colonne di mattoni nel seminterrato, che a loro volta si trovavano su basi di macerie poste su di terreno soffice. Le colonne stavano affondando letteralmente nel terreno, sotto il peso della villa. Costretto da Roosevelt a terminare il restauro il più rapidamente possibile, McKim non fu in grado di apportare le modifiche necessarie per risolvere il problema.

## Cambiamenti durante la prima metà del XX secolo
I lampadari della East Room furono modificati nel 1903 riducendo leggermente il loro diametro a circa 1,8 m e il numero degli elementi in vetro a soli 6000 pezzi; in questo modo il peso di ogni lampadario scese a 540 kg. Nello stesso anno, l'azienda di Steinway & Sons donò un pianoforte (numero di serie 100.000) a coda dorato alla Casa Bianca, che venne posto nella sala. Durante la presidenza Roosevelt, il governo francese regalò dei busti in porcellana di Limoges raffiguranti George Washington, Thomas Jefferson, Abraham Lincoln e Benjamin Franklin che furono anch'essi collocati nella East Room.
Lievi modifiche sono state apportate alla stanza durante l'amministrazione Wilson. Ellen Axson Wilson, la prima moglie del presidente, non apportò quasi nessun cambiamento alla stanza. In seguito alla sua morte nel 1914 (due anni dopo l'inizio del primo mandato) il presidente si risposò e la nuova First Lady, Edith Bolling Galt Wilson, fece sostituire le tende del 1902.
All'inizio degli anni '30, la First Lady Lou Henry Hoover acquistò un certo numero di sedie da pranzo imbottite dorate in stile Art Déco.
Durante i 4 mandati (dal 1932 al 1944) di Franklin D. Roosevelt, pochi lavori vennero effettuati alla residenza del primo cittadino degli Stati Uniti: il presidente credeva infatti che la Casa Bianca avrebbe dovuto "fare la sua parte" durante la Grande Depressione e la Seconda Guerra Mondiale, riducendo al minimo le spese. Anche la first lady Eleanor Roosevelt aveva poco interesse a modificare i locali sostituendo solamente i tendaggi nella East Room da oro a cremisi oltre allo spostamento dei mobili Vollmer alla Blue Room.
La Steinway & Sons donò un secondo pianoforte a coda alla Casa Bianca nel 1938: frutto del progetto dell'architetto Eric Gugler, di 3,2 m ed una cassa in mogano (numero di serie 300.000), decorata con scene raffiguranti musica e danza americane, in foglia d'oro. Le gambe del pianoforte presentano aquile dorate, progettate e scolpite da Albert Stewart. Il pianoforte fu restaurato nel 1992.

## Ristrutturazione Truman del 1952

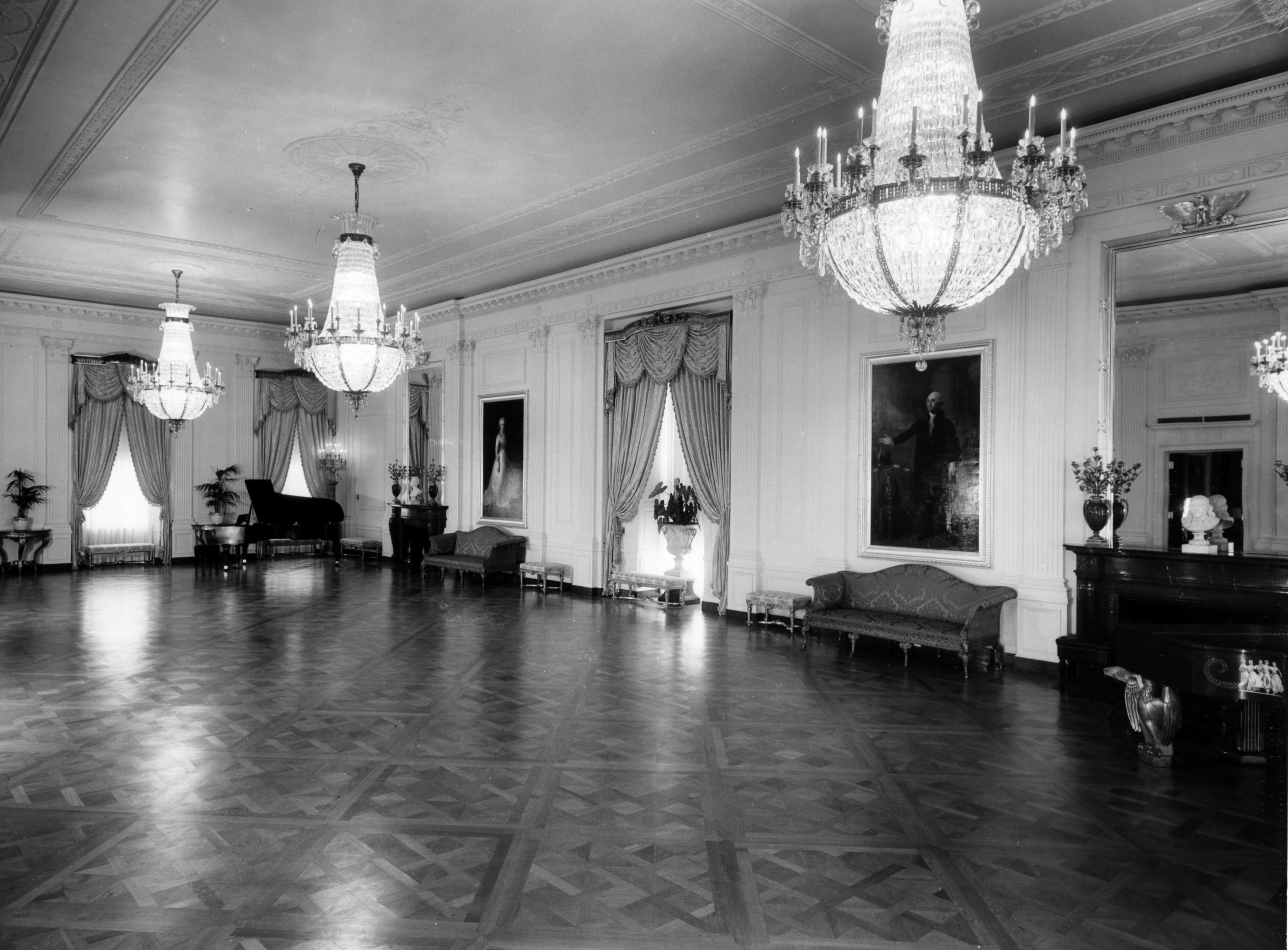
La East Room dopo il restauro del 1949–1952 fu completata

Verso la fine degli anni '40, la East Room, insieme al resto dell'Executive Residence, era in condizioni così precarie tali da comprometterne l'integrità strutturale. Il presidente Truman stava partecipando ad un concerto nella East Room l'11 febbraio 1947, quando fu informato di come il soffitto della stanza stava cedendo, a causa del peso dei lampadari (che vennero smontati il giorno seguente). Il 26 ottobre 1948, dell'intonaco cadde dal soffitto della stanza rivelando una crepa di oltre 3 metri e venne scoperto, in seguito a studi ingegneristici, un suo abbassamento di 0,15 m; la sala venne sgomberata di tutti i mobili e vennero montati dei rinforzi in legno a X dal pavimento, per puntellarlo, prima di chiuderla per motivi di sicurezza. Gli ingegneri della Public Building Administration temevano che l'intero edificio potesse crollare.
Il presidente Truman e la moglie lasciarono la Casa Bianca il 27 settembre 1948 per degli impegni politici per 45 giorni. Quando tornarono, il 5 novembre, furono informati che l'intero edificio doveva essere evacuato (venne chiuso al pubblico il 7 novembre) e, dopo una vacanza di due settimane a Key West in Florida, la coppia presidenziale prese alloggio alla Blair House il 21 novembre 1948.
Durante i lavori di ristrutturazione iniziati nel 1949, la East Room fu trovata in pessime condizioni. I precedenti lavori di modifica avevano seriamente danneggiato le pareti interne, ad esempio per una sezione di parete di 7,3 m, furono aperte non meno di 5 porte, indebolendo gravemente la portata del muro. I pannelli, le finestre e gli arredi furono smontati, numerati e immagazzinati. Sebbene sia stata prestata grande attenzione nella rimozione dell'intonaco, non è stato possibile evitarne la rottura durante i lavori. Di conseguenza vennero realizzati degli stampi dagli originali ed installati nuovi fregi ma, l'architetto Lorenzo Winslow ha volle ugualmente modificare molti dei progetti prima di procedere alla fusione, presumibilmente per farli sembrare meno rinascimentali e più americani. Meno attenzione è stata prestata nella rimozione delle parti legno, alcune delle quali vennero danneggiate quando staccate, alcuni pezzi si rivelarono troppo fragili per un loro riutilizzo mentre quelli recuperabili dovevano comunque subire un processo di restauro per rimuovere spessi strati di vernice. Verso la fine del 1951, con molti mesi di ristrutturazione ormai trascorsi, i costi alle stelle e il presidente Truman che chiedeva un'accelerazione dei lavori, venne deciso di usare del legno nuovo, anziché riutilizzare quello vecchio: tutta la pannellatura della East Room quindi venne dichiarata inutilizzabile e sostituita altrettanta di nuova costruzione. I nuovi pannelli erano più semplici da montare e vennero dipinti di un colore leggermente più chiaro rispetto a quelli del 1902. Furono installati anche una modanatura più semplice e nuovi medaglioni al soffitto. I pilastri di Herter e i pannelli di marmo scolpiti dai Piccirilli rimasero troppo danneggiati per poter essere riutilizzati. Per ridurre i costi, la trabeazione sostitutiva era costituita da una miscela composita di colla e segatura pressata piuttosto che scolpita in legno massello; sebbene l'aspetto fosse simile, l'apporto strutturale ne risultava diminuito. Furono installate delle mensole di marmo rosso e la finestra veneziana rimanente nella stanza fu ristretta per contribuire a creare un'atmosfera "americana". I lampadari della sala furono restaurati e le loro dimensioni furono ridotte notevolmente, fino a 170 cm di larghezza per 330 cm di altezza. Furono inoltre dotati di un sistema di luce più "morbido" e le catene che li reggevano potevano essere accorciate all'evenienza. Il nuovo pavimento era un parquet in uno stile ispirato dal palazzo di Fontainebleau e nuove tende di seta furono fissate alle finestre.
L'amministrazione Truman non ricevette molte donazioni di mobili per la Casa Bianca durante la ristrutturazione del 1952, ma furono ricevuti dei divani cambelback in stile Adam metà del XVII secolo, che furono posti nella East Room sotto i dipinti di George e Martha Washington.

## Ristrutturazioni successive al 1952

### Ristrutturazione Kennedy

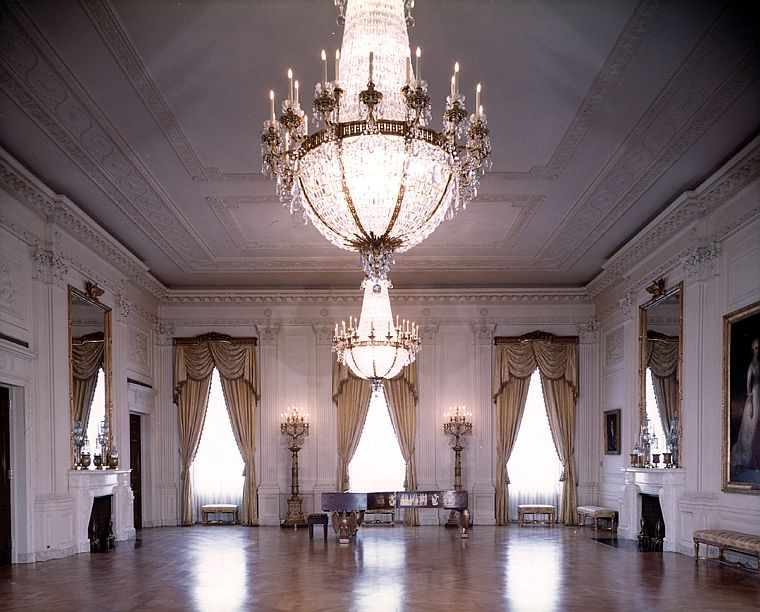
La East Room modificata da Stéphane Boudin durante l'amministrazione Kennedy

Jacqueline Kennedy diresse dei lavori di ristrutturazione alla Casa Bianca nel 1961 e 1962, coadiuvata dall'esperto di antichità americana Henry Francis du Pont e dal designer d'interni francese Stéphane Boudin e la sua compagna, Maison Jansen. Sebbene molte stanze siano state ampiamente alterate da du Pont e Boudin, la East Room non subì quasi nessuna modifica.
Il maggiore cambiamento nella stanza fu apportato alle finestre: la First Lady richiese specificamente nuove tende per la East Room, composte da teli di seta opaca e drappi gialli. Boudin supervisionò il design di nuovi drappeggi e la seta venne fornita dalla Maison Jansen. Una bozza del progetto delle tende e delle mantovane non fu pronto fino alla metà del 1963: Boudin, apparentemente desideroso di attirare l'attenzione sulla finestra centrale tra i camini, progettò una mantovana (il tessuto che copre il vano di scorrimento di una tenda) per la finestra centrale mentre sistemò dietro tutti gli altri drappi. Kennedy disapprovava tale proposta in quanto ricopriva le storiche cornici dorate del 1902. Tuttavia approvava il tessuto: realizzato con lampasso di seta oro e crema fabbricato su misura, conteneva un disegno non ripetitivo di uccelli, farfalle, amorini, fiori, medaglioni, galli e grano e presentava una frangia pesante sul fondo. I drappi erano appesi in pannelli direttamente dalle cornici di legno del 1902 intagliate e dorate ma il design delle mantovane non fu finalizzato fino all'aprile 1964. Le tende e le mantovane impiegarono quasi tre anni per essere prodotte e non furono appese nella stanza fino all'amministrazione Johnson nel 1965. Il loro costo (26149 $) fu coperto dalle vendite della guida di Jacqueline Kennedy alla Casa Bianca, alla quarta edizione nel 1965.
Un altro cambiamento importante riguardò le mensole del camino, che furono dipinte su richiesta di Boudin per apparire come marmo bianco, unificando l'aspetto della stanza.
L'amministrazione Kennedy è stata la prima a permettere il fumo nelle stanze dello State Floor. Per consentire a fumare, Jacqueline Kennedy volle dei posacenere portatili per la East Room, considerando inizialmente delle versioni modificate dei posacenere presenti a casa dell'amica Bunny Mellon, per poi propendere verso un design del tutto nuovo. Maison Jansen ideò dei supporti che presentavano gambe in ottone a forma di bambù, maniglie dello stesso metallo e piani in vetro di Carrara. I posacenere (dal costo di 280 $ ognuno) vennero realizzati a New York e consegnati nel gennaio 1963. Trovando però il costo troppo alto (e senza alcuna risparmio sulla produzione in serie), Kennedy li ridisegnò per conto proprio; ne furono fabbricati 20 in legno scuro da falegnami della Casa Bianca, sebbene i piani in granito grigio furono realizzati sempre da Jansen.
Gran parte dei mobili nella East Room furono rimossi da Boudin per far sembrare la stanza di un'epoca storica unica: le consolle e le lampade da terra in stile Luigi XVI del 1902 furono rimosse dai pilastri tra le finestre, i divani a dorso di cammello in stile Adam del 1952 vennero sostituite con panche dorate, dietro consiglio di Du Pont. Grazie alle ricerche condotte dal curatore della Casa Bianca Lorraine Waxman Pearce e da Jacqueline Kennedy, furono ritrovati i quattro candelabri dell'amministrazione Monroe che vennero restaurati e posti sulle mensole del camino della parete meridionale della stanza mentre dei candelabri di cristallo dell'inizio del XIX secolo (di provenienza incerta) erano situati sulle mensole del camino della parete settentrionale della stanza. Ad affiancare i dipinti di George e Martha Washington, Jacqueline Kennedy ricevette in prestito i ritratti di un giovane Bushrod Washington (nipote di George Washington e giudice della Corte Suprema) e della moglie, Julia Ann Blackburn Washington. Tali ritratti, di Chester Harding, erano appesi alla parete est della camera. L'amica della First Lady Jayne Wrightsman, donò due applique da parete dell'inizio del XIX secolo che vennero cablate per l'elettricità dal personale della Casa Bianca e appese ai lati della finestra centrale.
Jacqueline Kennedy ideò inoltre un palco portatile da utilizzare nella East Room. Progettato dall'impresario teatrale Lincoln Kirstein e costruito dai falegnami della Casa Bianca, il palco era rivestito di velluto rosso, piccolo e facilmente trasportabile. Solitamente conservato in un magazzino governativo, occorrevano tre uomini per prepararlo per le esibizioni in sole 8 ore.

### Modifiche apportate durante le amministrazioni Johnson e Carter
Mentre il piccolo palco andava bene per le intime esibizioni nella East Room che i Kennedy prediligevano, il presidente Lyndon B. Johnson e la First Lady Lady Bird Johnson preferivano spettacoli più grandi e più elaborati. La mecenate del balletto Rebekah Harkness, appreso il desiderio dei Johnson di un palcoscenico più grande, contattò il noto designer teatrale Jo Mielziner che progettò un palcoscenico che occupante un terzo della sala, con pilastri dipinti di bianco crema che si abbinavano all'architettura della stanza. Mileziner originariamente voleva che le tende del palco fossero dello stesso tessuto usato per i tendaggi delle finestre ma saputo il costo, optò per tende di seta dorata di fabbricazione americana. Per allestire il nuovo palco erano necessari otto uomini e tre giorni di lavoro.
Nel 1964, il presidente Johnson emise un ordine esecutivo per creare un nuovo Committee for the Preservation of the White House. Questo organismo aveva il compito di consigliare il presidente e la first lady sull'arredamento e la conservazione della East Room e di altre sale pubbliche della Casa Bianca. Da allora il comitato si è riunito ininterrottamente, ad eccezione del periodo 1981-1988.
Nel 1967, il governo italiano ha donato alla Casa Bianca un presepe in legno intagliato e terracotta della fine del XVIII secolo. Questo presepe da 30 pezzi, fabbricato a Napoli e con le figure rivestite con tessuti originali cuciti a mano, da allora è stato esposto nella East Room durante ogni periodo natalizio. Dieci ulteriori statuette antiche della natività italiana furono donate durante l'amministrazione Carter.
La pavimentazione della East Room è stata sostituita nel 1978 a causa dell'usura del parquet.

### Ristrutturazioni durante le amministrazioni Reagan, Clinton e Bush
Nel 1981, l'amministrazione Reagan intraprese una campagna di raccolta fondi privata per rinnovare ampiamente la Casa Bianca. Con l'obiettivo di raccogliere 200000 $, venne raggiunta la cifra di 822641 $; Nancy Reagan poté quindi supervisionare un progetto da 730000 $ che rinnovò gran parte degli alloggi privati e restaurò centinaia di mobili antichi in tutto l'executive residence. I pavimenti, le pannellature e gli intonaci della East Room furono sottoposti a restauro e a trattamenti per garantirne la conservazione. Tuttavia furono apportati solo piccole modifiche alla stanza come una nuova tinteggiatura (pur mantenendo la calda tonalità crema), l'aggiunta di mantovane in seta dorata sui tendaggi, e la sostituzione dei drappeggi installati durante la presidenza Carter, al costo di 130000 $.
Durante l'amministrazione Clinton, la finitura in finto marmo bianco dipinta su mensole e battiscopa negli anni '60 è stata rimossa per rivelare l'originale marmo "rouge antique" (rossastro) del Vermont installato durante il 1951. Sebbene i pavimenti in rovere della East Room fossero spogli dal 1903, nel febbraio 1995 furono installati tre tappeti di lana da un valore di 259330 $. Questi tappeti, ordinati nel 1990, sono stati progettati per riflettere le modanature del soffitto in gesso create durante l'amministrazione Adams alla fine degli anni 1820. Tessuti da Edward Fields Inc. di New York e pagati con donazioni private raccolte dal White House Endowment Fund.
Piccoli lavori di ristrutturazione sono stati effettuati nella East Room nel settembre 2003 durante la presidenza di George W. Bush. Il Committee for the Preservation of the White House si disse insoddisfatto delle mantovane di seta dorata installate durante l'amministrazione Reagan e i drappeggi d'oro in stile impero dei Kennedy furono sostituiti con altri quasi identici. La stanza è stata nuovamente ridipinta nello stesso caldo color crema del secolo scorso. La ristrutturazione è costata 200000 $, pagati da donazioni private al White House Endowment Fund.

## Eventi avvenuti nella East Room
La East Room è utilizzata per una vasta gamma di eventi, tra cui il giuramento di membri del gabinetto e giudici della Corte Suprema, conferenze stampa, la firma di leggi, ricevimenti per dignitari stranieri.
Di seguito si riportano alcuni degli eventi più degni di nota.

### Funerali ed esposizione di salme presidenziali

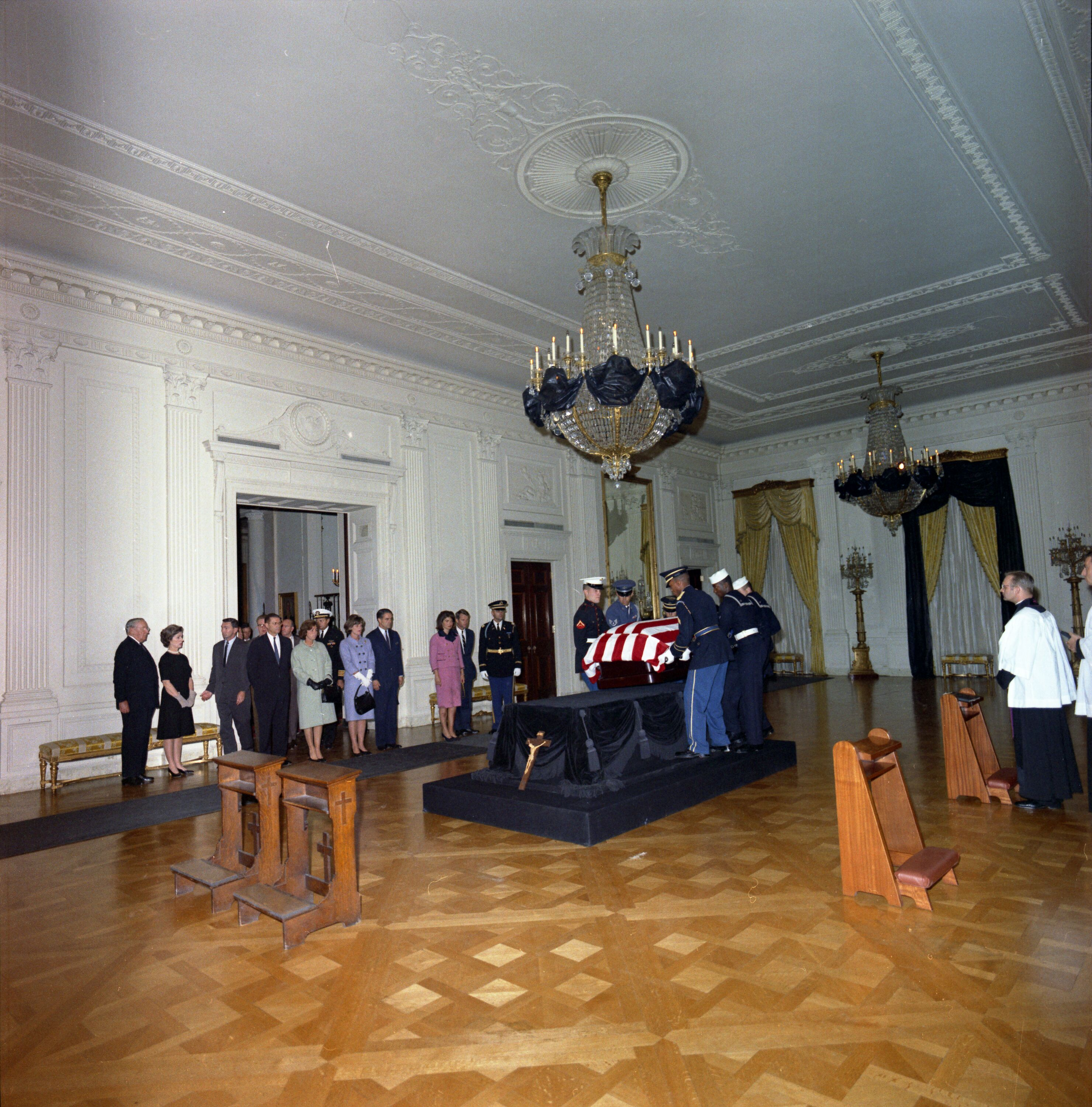
Una guardia d'onore delle forze armate statunitensi colloca la bara recante il corpo del presidente John F. Kennedy su un catafalco nella East Room della Casa Bianca alle 4:40 circa del 23 novembre 1963.

Otto presidenti sono morti in carica. Per tutti, tranne James A. Garfield, vennero officiati i funerali o ne venne esposta la salma nella East Room.
- William Henry Harrison - il corpo venne esposto per poco meno di tre giorni nella East Room e vi si tenne un servizio funebre episcopale il 7 aprile 1841;
- Zachary Taylor - il corpo venne esposto per poco meno di tre giorni nella East Room ed un servizio funebre episcopale fu tenuto il 7 aprile 1841;
- Abraham Lincoln - il corpo rimase esposto per quattro giorni nella East Room ed un servizio funebre presbiteriano fu officiato il 19 aprile 1865;
- William McKinley - il corpo di McKinley giunse nella East Room verso le 21 del 16 settembre 1901 fino alle 8 del 17 settembre, quando i suoi resti furono traslati al Campidoglio degli Stati Uniti per il funerale;[92]
- Warren G. Harding - la salma di Harding giacque nella sala dalle 23 del 7 agosto 1923 alle 10 del giorno seguente, quando venne trasferita al Campidoglio per il funerale;[93]
- Franklin D. Roosevelt - il corpo di Roosevelt restò nella East Room a partire dalle 11 del 14 aprile 1945, alle 16 dello stesso giorno venne officiato il funerale episcopale. Il servizio funebre durò 25 minuti e la salma rimase nella sala fino alle 21, quando la bara venne trasferita alla Union Station per il viaggio in treno verso Hyde Park, New York;[94]
- John F. Kennedy - Il corpo del presidente rimase nella East Room dalle 4:40 del 23 novembre 1963. Venne data una benedizione da un prete cattolico romano un'ora dopo ma la messa funebre fu condotta alle 10, nella State Dining Room. Una seconda funzione, riservata ai membri della famiglia Kennedy e agli amici intimi, si svolse nella East Room alle 11:15. La mattina del 24 novembre, verso le 13, la bara venne rimossa.[95]

### Funerali di membri della famiglia presidenziale
Oltre ai presidenti, diversi membri delle Famiglie Presidenziali sono morti mentre vivevano alla Casa Bianca e di essi alcuni funerali sono stati condotti nella East Room.
- Letitia Tyler - funerale episcopale, 12 settembre 1842;
- Willie Lincoln - il corpo giacque esposto nella Green Room fino alla sepoltura. Un funerale presbiteriano si tenne nella East Room il 21 febbraio 1862;[96]
- Caroline Harrison - servizio funebre presbiteriano, 27 ottobre 1892; [180][97]
- Ellen Axson Wilson - funerale presbiteriano, 10 agosto 1914; [182]
- Calvin Coolidge Jr. - funerale congregazionalista,9 luglio 1924;[98]
- Robert Trump - servizio funebre, 21 agosto 2020[99];

### Matrimoni
Fino al 2007, presso la Casa Bianca furono officiati 17 matrimoni: sette nella Blue Room, sette nella East Room, due nel Rose Garden ed uno nella Yellow Oval Room.
I matrimoni della East Room includono:
- Mary A. Eastin, nipote della First Lady Rachel Jackson, e Lucius J. Polk, piantatore di cotone del Tennessee e legislatore statale, il 10 aprile 1832;
- Mary Anne Lewis, figlia di un amico del presidente Jackson, sposò Alphonse Pageot, incaricato d'affari presso l'Ambasciata di Francia, il 29 novembre 1832;
- Elizabeth Tyler, figlia del presidente John Tyler, sposò William Waller, uomo d'affari della Virginia, il 31 gennaio 1842;
- Nellie Grant, figlia del presidente Grant, sposò Algernon Sartoris, ricco cantante inglese e figlio di Adelaide Kemble, il 21 maggio 1874;[100]
- Alice Roosevelt Longworth, figlia del presidente Theodore Roosevelt, sposò il membro della Camera dei Rappresentanti Nicholas Longworth, il 17 febbraio 1906;[101]
- Jessie Wilson, figlia del presidente Wilson, sposò il diplomatico Francis Bowes Sayre Sr., il 25 novembre 1913;[102]
- Lynda Bird Johnson, figlia del presidente Lyndon B. Johnson, sposò Chuck Robb, capitano del Corpo dei Marines degli Stati Uniti e futuro senatore della Virginia, il 9 dicembre 1967.[103]

### Altri eventi

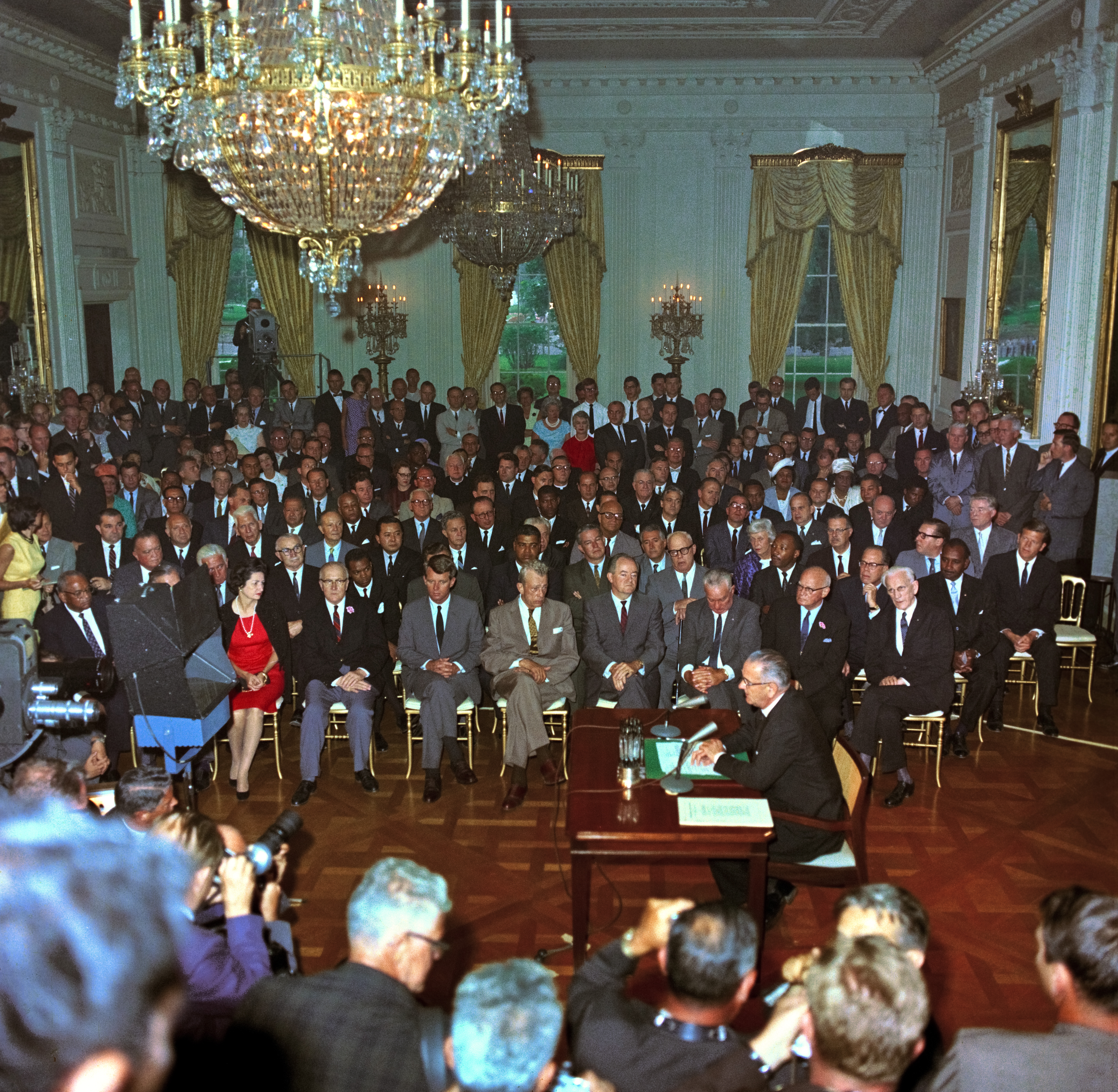
Il presidente Lyndon Johnson si rivolge alla nazione dalla East Room prima di firmare il Civil Rights Act del 1964 in legge.

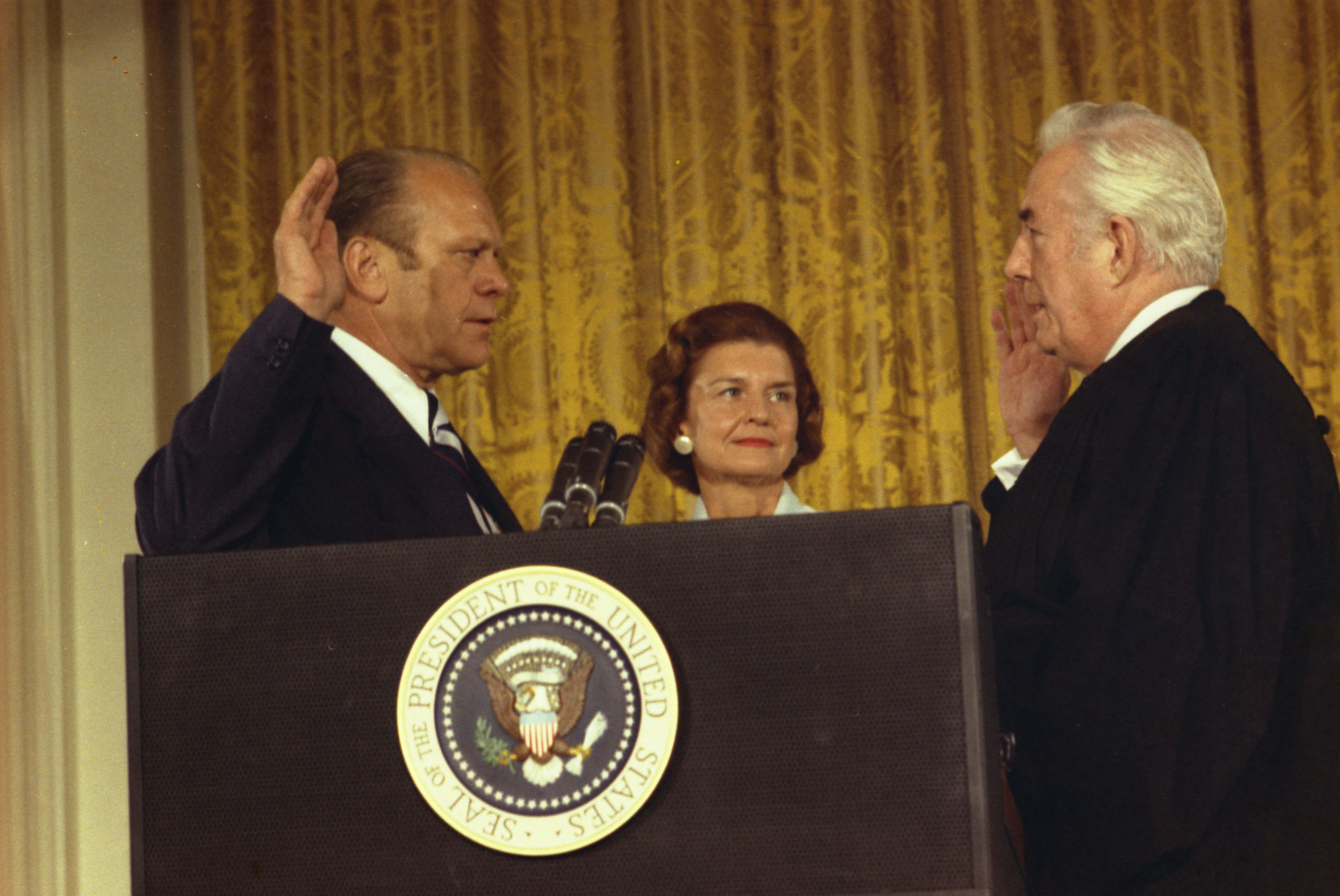
Gerald Ford ha prestato giuramento come 38 ° presidente degli Stati Uniti nella East Room l'8 agosto 1974.

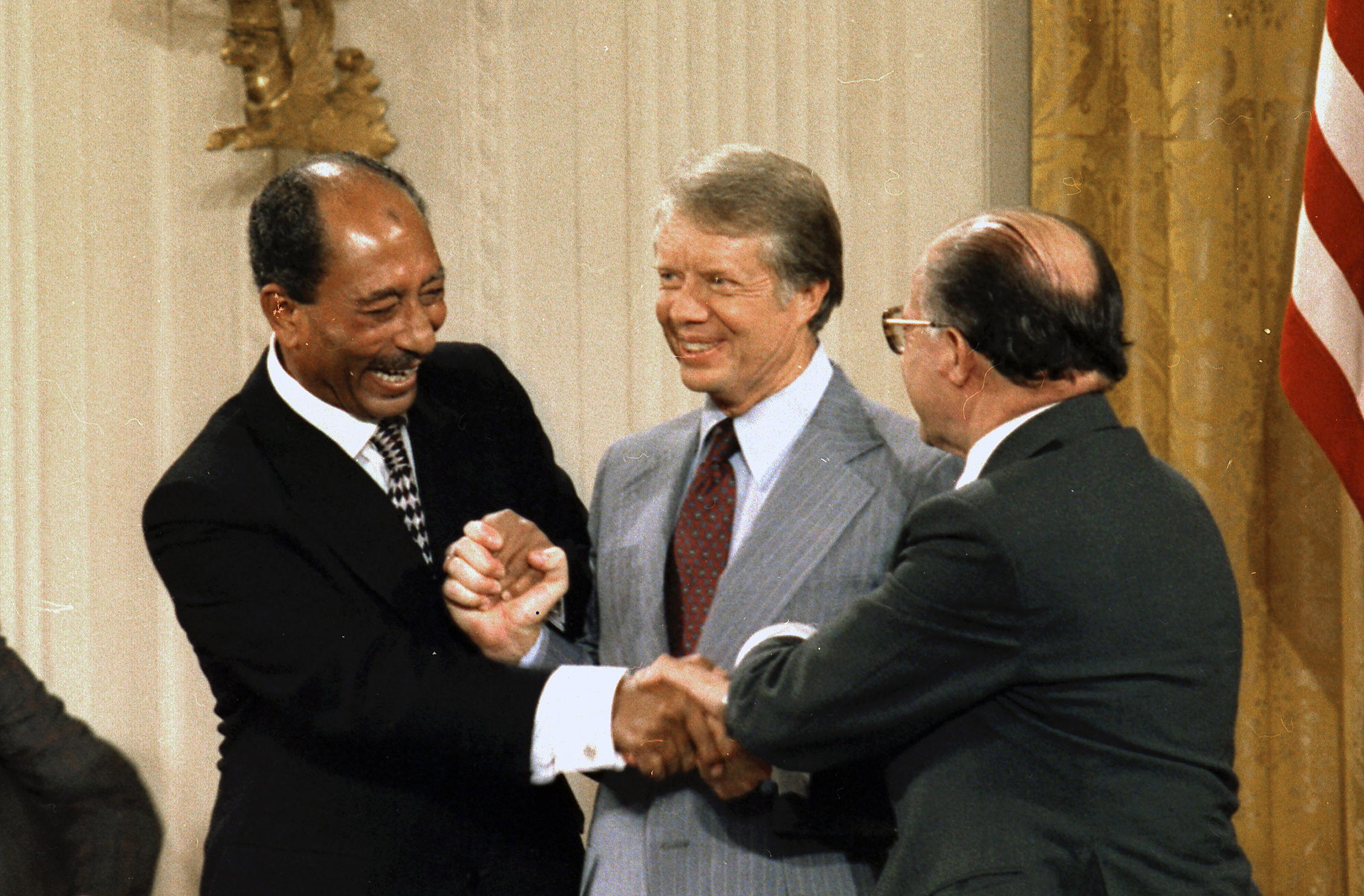
Sadat, Carter e Begin si stringono la mano nello stesso momento nella East Room dopo aver firmato gli Accordi di Pace di Camp David. nel 1978.

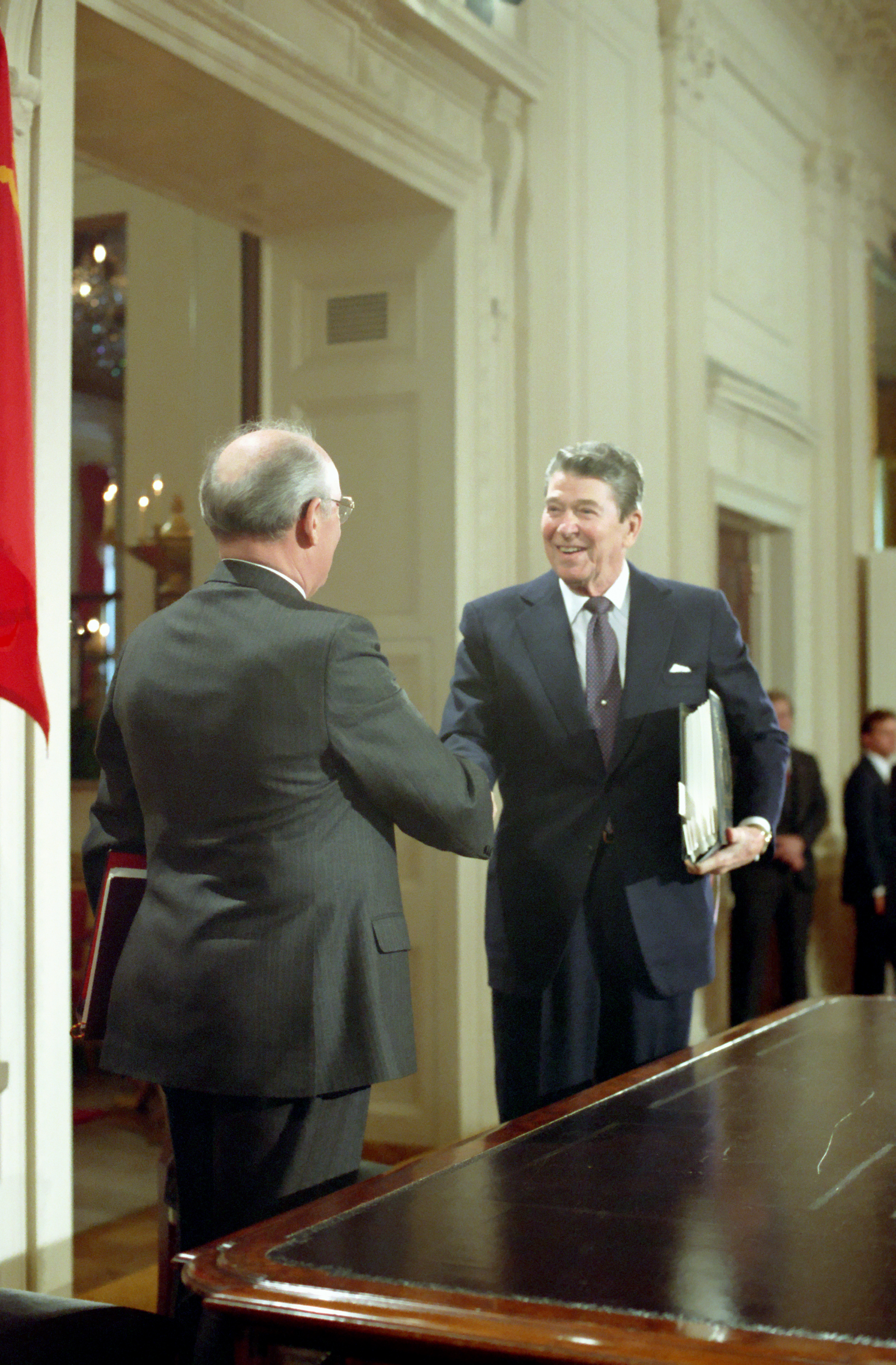
Reagan e Gorbaciov si stringono la mano nella East Room dopo aver firmato lo storico Trattato INF.

La East Room è stata sede di molte importanti cerimonie, firme di leggi e trattati e altri eventi. Alcuni di questi includono:
- 1860 - Il 15 maggio il presidente James Buchanan ricevette la prima visita diplomatica ufficiale dal Giappone;
- 1861 - I funerali del colonnello Elmer E. Ellsworth, il primo soldato dell'esercito dell'Unione a morire nella guerra civile americana, si svolsero nella East Room il 23 maggio. Ellsworth, comandante dell'11ª fanteria di New York, era un caro amico del presidente Lincoln, che pianse quando venne a sapere della sua morte;
- 1890 - I funerali della signora Delinda Catlin Tracy, 57 anni, e della signorina Mary Farrington Tracy, 35 anni, si sono svolti nella East Room il 3 febbraio. Erano la moglie e la figlia del Segretario della Marina Benjamin F. Tracy, morte in un incendio nella loro casa a due isolati dalla Casa Bianca. Tracy stesso sarebbe morto per inalazione di fumo nel tentativo di salvarli se il presidente Benjamin Harrison non si fosse precipitato sul posto e lo avesse rianimato;
- 1929 - Il presidente Calvin Coolidge firmò nella sala il Patto Kellogg-Briand il 17 gennaio. Il presidente Herbert Hoover si incontrò quindi con i rappresentanti dei governi che ratificarono il Patto Kellogg-Briand nella East Room il 24 luglio dello stesso anno;
- 1936 - Il 21 aprile il presidente Franklin D. Roosevelt presiede un funerale di Stato nella East Room per il suo consigliere di lunga data Louis Howe;
- 1943 - L'accordo che istituisce l'United Nations Relief and Rehabilitation Administration viene firmato nella East Room da rappresentanti di 44 nazioni il 9 novembre;
- 1957 - Il 20 gennaio il presidente Dwight Eisenhower presta il giuramento presidenziale nella East Room. La Costituzione degli Stati Uniti richiede che il giuramento venga prestato a mezzogiorno del 20 gennaio ma poiché era domenica, Eisenhower prestò giuramento in privato all'orario richiesto. Il giorno successivo si tenne un'inaugurazione pubblica;
- 1964 - Il 2 luglio il presidente Lyndon B. Johnson firmò il Civil Rights Act (1964) nella East Room. La cerimonia fu trasmessa in televisione a livello nazionale e all'evento parteciparono più di 100 senatori e leader dei diritti civili;
- 1973 - Il 21 giugno il presidente Richard Nixon e Leonid Brezhnev, leader dell'Unione Sovietica, firmano l'accordo di cooperazione scientifica e tecnica nel campo degli usi pacifici dell'energia atomica tra Stati Uniti e URSS;
- 1974 - Il presidente Nixon pronunciò il discorso di addio al personale della Casa Bianca nella East Room alle 9 del 9 agosto. Le sue dimissioni da Presidente degli Stati Uniti entrarono in vigore alle 11:35, quando furono ricevute dal Segretario di Stato Henry Kissinger.[104] Il vicepresidente Gerald Ford prestò giuramento presidenziale nella East Room alle 12:03 dello stesso giorno;[105]
- 1976 - Il 28 maggio il presidente Ford firmò il Trattato sulle esplosioni nucleari pacifiche nella East Room, mentre contemporaneamente, il leader sovietico Leonid Brezhnev firmò il trattato a Mosca;[106]
- 1978 - Il 17 settembre alle 11 il presidente Carter, il presidente egiziano Anwar Sadat e il primo ministro israeliano Menachem Begin firmarono gli accordi di Camp David nella East Room;
- 1987 - Il presidente Ronald Reagan e il leader sovietico Mikhail Gorbachev firmarono il Trattato sulle forze nucleari a raggio intermedio l'8 dicembre;[107]
- 1990 - Il 2 giugno il presidente George HW Bush e il presidente sovietico Gorbaciov firmarono cinque trattati nella East Room: l'Accordo sulle armi chimiche del 1990, l'Accordo sui confini marittimi tra Unione Sovietica e Stati Uniti, nuovi protocolli disciplinanti il Trattato sul divieto dei test di soglia del 1974 e il Trattato pacifico sulle esplosioni nucleari e l'Accordo sulle relazioni commerciali tra gli Stati Uniti d'America e l'URSS (che prevedeva il reciproco status di nazione più favorita per l'Unione Sovietica, un migliore accesso al mercato nell'Unione Sovietica per i beni e servizi statunitensi, un più libero funzionamento degli Stati Uniti rappresentanze commerciali in URSS e una maggiore protezione dei diritti di proprietà intellettuale);[108]
- 2011 - Il presidente Barack Obama ha annunciato la morte di Osama bin Laden nella East Room il 2 maggio.[109]

## Nella cultura popolare
The East Room è apparsa in numerosi film sul Presidente degli Stati Uniti. È uno degli spazi più comunemente rappresentati nella Casa Bianca, insieme all'atrio, al Cross Hall e West Sitting Room. La precisione nella rappresentazione è stata generalmente buona, tra cui risalta il film Wilson del 1944, estremamente accurato soprattutto nello stile dei pannelli, tanto da far meritare al direttore artistico del film Wiard Ihnen e all'arredatore Thomas Little un Premio Oscar. Molti film recenti hanno utilizzato la carta da parati Zuber per rappresentare la East Room, la stessa carta da parati acquistata da Jacqueline Kennedy durante la ristrutturazione della East Room del 1963. Il presidente Bill Clinton ha dato ai produttori del film del 1995 The American President ampio accesso alla Casa Bianca, che ha permesso loro di creare anche una superba replica della stanza. Molto meno successo è stata la serie televisiva del 2005 Commander in Chief, che descriveva la East Room come una specie di squallida hall di un hotel.
Una copia a grandezza naturale della East Room è stata costruita presso la Biblioteca e Museo Presidenziale Richard Nixon sebbene non del tutto accurata nei dettagli.
Il 29 settembre 2014 il Washington Post ha rivelato che Omar J. Gonzalez era penetrato nella stanza durante la sua intrusione alla Casa Bianca del 19 settembre 2014. Inizialmente, lo United States Secret Service riferì che Gonzalez, dopo aver saltato la recinzione del North Lawn avesse corso per raggiungere l'edificio, entrando per solo pochi passi nell'atrio. Ma il Post rivelò invece che Gonzalez, armato di coltello, ha abbattuto un agente dei servizi segreti ed è corso nella Cross Hall e ha attraversato la East Room prima di essere affrontato da un agente della sicurezza ed essere bloccato.